# Coris cuvieri
Coris cuvieri är en fiskart som först beskrevs av Bennett, 1831.  Coris cuvieri ingår i släktet Coris och familjen läppfiskar. IUCN kategoriserar arten globalt som livskraftig. Inga underarter finns listade i Catalogue of Life.